# Funisciure à dos rayé
Funisciurus anerythrus
Espèce
Statut de conservation UICN

 LC  : Préoccupation mineure
Funisciurus anerythrus est une espèce de la famille des sciuridés. C'est une sorte d’écureuil terrestre à arboricole d'Afrique subsaharienne. On le nomme aussi funisciure à dos rayé (attention à la confusion avec Funisciurus lemniscatus), ou encore funisciure de Thomas. 

## Description
C’est un petit écureuil à la fourrure soyeuse dont la queue touffue est plutôt mince. Il mesure souvent moins de 40 cm de long, queue confondue (la queue est à peu près de la même taille que la tête et le corps). Il ne pèse pas plus de 250 g. Son dos est vert olive à brunâtre et il possède des rayures claires sur les flancs. Le pourtour de la queue est muni de poils relativement longs et plus foncés. Les doigts sont courtement griffus. A la limite entre le deux et les flancs existent souvent 2 bandes plus claires, voire jaunâtres, surtout visibles entre les 2 paires de membres. Le Funisciure de Thomas est assez terrestre, mais également arboricole et se nourrit en majorité de fruits, et ensuite d’insectes divers ou d’autres petits invertébrés.

## Répartition et habitat
Il est présent depuis la Côte d'Ivoire, jusqu'au Bénin, au Nigéria, au Cameroun, en Guinée équatoriale, en République centrafricaine et en RD Congo. Il vit dans la forêt tropicale humide de basse altitude. Il se plait dans les étages inférieurs de la végétation secondaire dense le long des fleuves et marécages. 

## Liste des sous-espèces
Selon ITIS (2 juin 2016) :
- Funisciurus anerythrus anerythrus (Thomas, 1890)
- Funisciurus anerythrus bandarum Thomas, 1915
- Funisciurus anerythrus mystax de Winton, 1898
- Funisciurus anerythrus raptorum Thomas, 1903